# 小行星995
小行星995（995 Sternberga）是一颗围绕太阳公转的小行星。
該小行星以俄羅斯天文學家帕維爾·施滕貝格命名。

## 参数
这颗小行星的绝对星等为10.30等，自转周期为14.612小时。